# Jaxa (państwo)

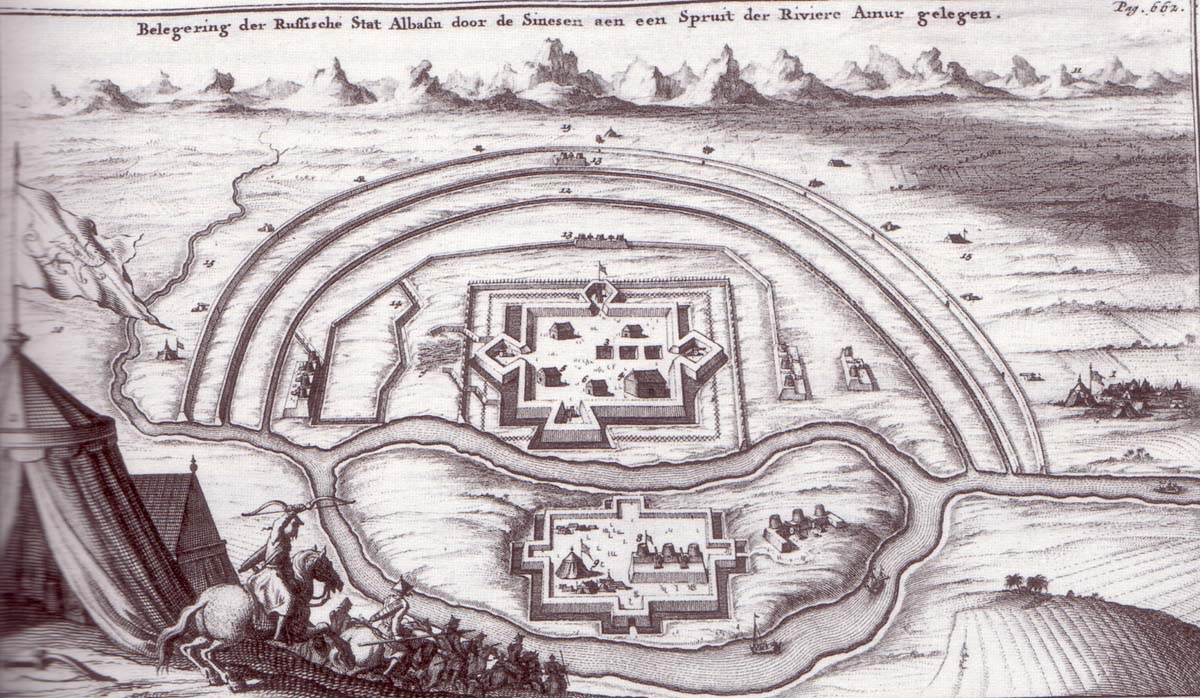
Chińskie wojska szturmujące Ałbazin w 1685 roku

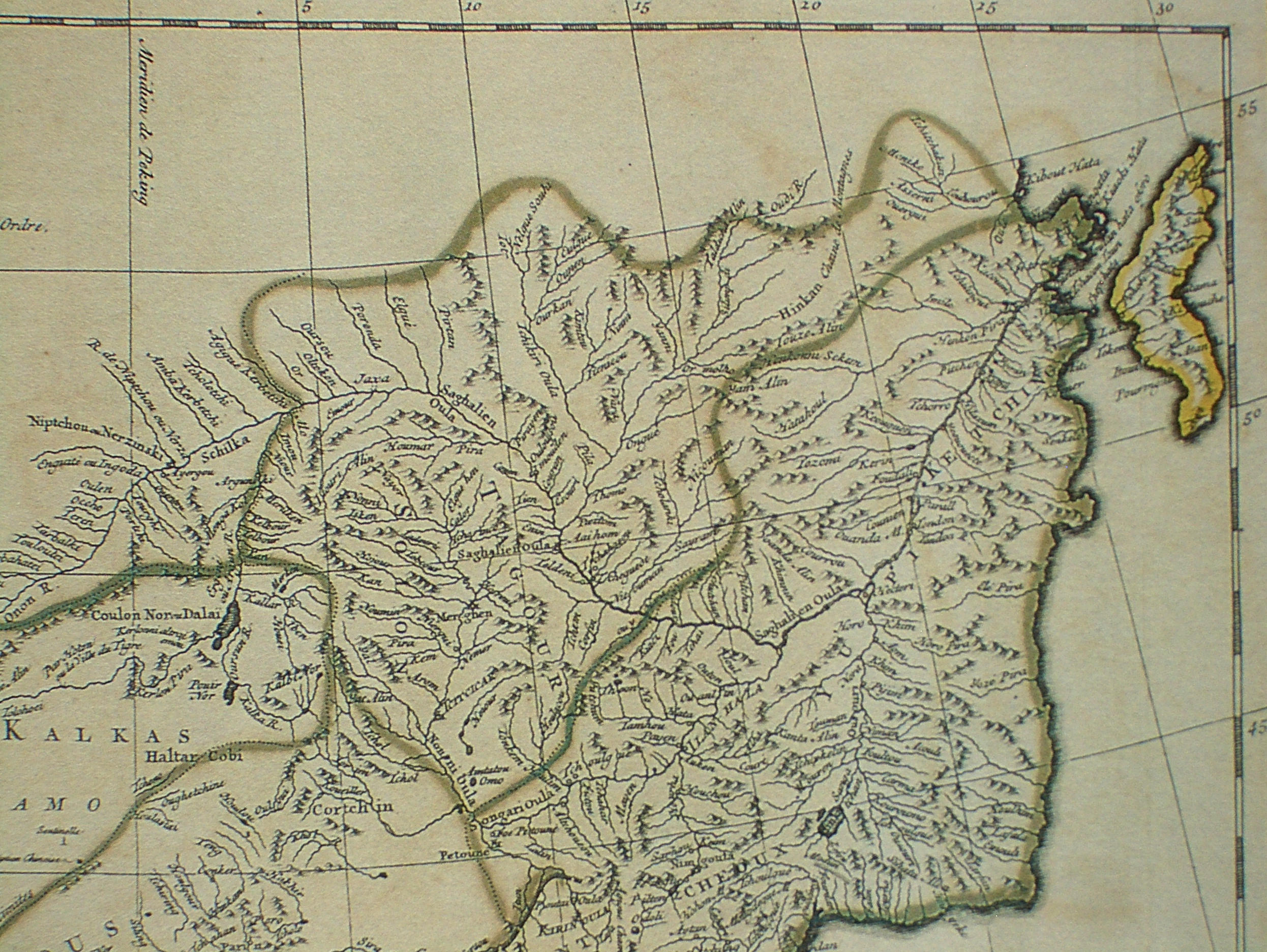
XVIII-wieczna francuska mapa Chin sporządzona przez D’Anvillea, gdzie Ałbazin oznaczony jest jako Jaxa

Jaxa (chiń. 雅克薩; ros. Якса) – państwo ze stolicą w dzisiejszym Ałbazinie, które leżało nad rzeką Amur na pograniczach Carstwa Rosyjskiego i dynastii Qing, istniejące w latach 1665– 1674. Było zamieszkane przez polskich i kozackich uchodźców z caratu Rosyjskiego. Założycielem i jedynym władcą był Nicefor Czernichowski, polski zesłaniec rodem z Wołynia.  

## Nazwa
Nazwa państwa wywodziła się od nazwy drewnianej twierdzy Jaxa zbudowanej przez Nicefora Jaxa-Czernichowskiego na miejscu zniszczonego przez Chińczyków Ałbazina. Według źródeł chińskich, jeszcze przed powstaniem Ałbazina miejsce nosiło nazwę zanotowaną w piśmie chińskim jako 雅克萨 (yakesa), od mandżurskiego wyrazu oznaczającego „półkolistą zatokę na podmytym brzegu rzeki”.

## Historia
Nicefor Czernichowski wraz z rodziną wpadł w niewolę rosyjską i został zesłany na Syberię, do Jenisejska około roku 1632. Wkrótce został uwolniony pod warunkiem służby carskiej. W roku 1665 Wawrzyniec (Ławrentij) Obuchow, wojewoda ilimski, który był znany z okrutności i prześladowania podczas zbierania danin, na dorocznym targu w Kireńsku porwał siostrę Czernichowskiego. W ramach zemszczenia się, 25 lipca, Czernichowski stanął na czele zbrojnego rokoszu i napadł na łódź Obuchowa, po czym zamordował go, jego żołnierzy i odebrał swoją siostrę. Obawiając się kary, Czernichowski i 84 jego orężników (dawniej; żołnierzy) postanowili opuścić Kireńsk i znaleźć nowe schronienie w okolicy rzeki Amur. Klasztor kireński pobłogosławił grupę, gdyż mnich przełożony z klasztoru, Hermogenes dołaczył do grupy, i wręczył im obraz Matki Boskiej. Wyprawa wyruszyła w dół rzeki Lena dążąc do brzegów górnego Amuru, gdzie założyli twierdze Jaxa na miejscu zniszczonego przez Chińczyków Ałbazina. W roku 1671, Czernichowski zostaje oficjalnie mianowany na namiestnika Ałbazina przez carat. Trzy lata później, w 1674, Jaxa zostaje wcielona do caratu. 
W 1685 Ałbazin zostaje oblężone przez chińskie wojskie, po czym jest opuszczone i wcielone do Chin na moc traktatu nerczyńskiego, dopiero trafia z powrotem w rosyjskie granice w 1859 poprzez traktat w Ajgunie.
Historię Jaxy opisał unicki mnich, opat Hermogenes. Do dziś w Ałbazinie znajduje się obraz Matki Boskiej Ałbazińskiej, przywiezionej tam przez Hermogenesa.
Potomków Nicefora po kądzieli spotkał na Syberii autor biografii Traugutta, Marian Dubiecki.

## Literatura dodatkowa
- Marian Dubiecki, Obrazy i studia historyczne, Kraków 1884
- Wojciech Sulewski, Konterfekty dziwnych Polaków, Iskry, Warszawa 1973